# 63. Sinfonie (Haydn)
Die Sinfonie Nr. 63 C-Dur „La Roxelane“ komponierte Joseph Haydn um 1778/1779, griff für den ersten Satz aber auf eine Opernouvertüre von 1777 zurück. In der älteren Literatur wurden von der Sinfonie zwei Fassungen unterschieden.

## Allgemeines

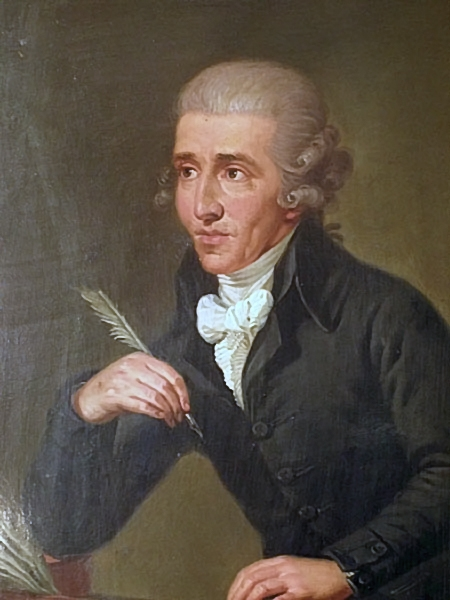
Joseph Haydn (Gemälde von Ludwig Guttenbrunn, um 1770)

Den ersten Satz diese Sinfonie hat Haydn mit Veränderungen der Instrumentierung aus der Ouvertüre zu seiner Oper Il mondo della Luna von 1777 übernommen. Der zweite Satz trägt den Titel „Die Roxolana“, „La Roxolana“ (auch: „Roxolane“ oder „Roxelane“). In der Literatur werden hierzu verschiedene Erklärungen genannt:
- Carl Ferdinand Pohl[3] bezeichnet das Thema ohne weitere Erklärung als französische Romanze.
- Arnold Schering[4] sah einen Zusammenhang mit Roxelane, der Heldin aus Charles-Simon Favarts Komödie Soliman Second ou Les trois Sultannes (deutsch: Soliman II oder: Die drei Sultaninnen) und mutmaßte eine Verbindung zwischen dem Theaterstück und der Sinfonie. Die Uraufführung von Favarts Komödie hatte am 9. April 1761 in Paris mit der Musik von Paul-César Gibert stattgefunden, 1765 hatte es in Wien Premiere, und am 29. September 1770 wurde es im Wiener Kärntnertortheater von der Schauspielgesellschaft um Karl Wahr in deutscher Übersetzung aufgeführt. Da Karl Wahr auch in Eszterháza gastierte und Haydn für seine Aufführungen Zwischenaktsmusiken schrieb, ist ein Zusammenhang zwischen Sinfonie 63 oder zumindest dem langsamen Satz und Wahrs Schauspiel denkbar. Allerdings findet sich das Thema der Variationen nicht unter den virtuosen Arien der französischen Originalfassung, und es lässt sich ihm auch nicht der Text einer Gesangsnummer der deutschen Übersetzung unterlegen. Falls der Satz für das Theaterstück geschrieben wurde, könnte er als Zwischenaktsmusik oder als Tanzeinlage Verwendung gefunden haben.[1]
- Jacob de Ruiter[5] meint zwar, dass Haydn mit dem Satz die Figur Roxelane aus Favarts Komödie charakterisiert habe, er bezweifelt aber eine Entstehung der Sinfonie im Kontext der Schauspielmusik zu Favarts Stück, da in der Sinfonie keine „türkische“ Musik wie Trommeln oder Becken vorkomme. Es sei unwahrscheinlich, dass um 1780 „ein Komponist, der Musik für ein Stück schreibt, das in einem Serail in Konstantinopel spielt, auf die Verwendung der damals als typisch türkisch empfundenen Instrumente und Klänge verzichtet hätte.“ Der mit „Roxelane“ überschriebene Satz stelle keine Bühnenmusik dar, „sondern bloß den langsamen Satz einer in mehreren Fassungen überlieferten Sinfonie.“
- Da der Titel nur zum langsamen Satz gehört, ist denkbar, dass Haydn dort lediglich eine beliebte und bekannte Melodie verwendete, es sich also gar nicht um eine Schauspielmusik handelt. Ob die Melodie dem von Wahr aufgeführten Stück oder überhaupt einem Bühnenwerk entstammt, ist unbekannt.[1]

Das zunächst als Schlusssatz für die Sinfonie vorgesehene Prestissimo war weder mit obligatem Fagott noch mit Flöte besetzt. Es ist in einer Partitur zusammen mit einem anderen Menuett überliefert. Dieses Menuett und Prestissimo verwendete Haydn, um die beiden ersten Sätze einer Ouvertüre (vermutlich zur Oper L’infedeltà delusa (Die vereitelte Untreue) von 1773) zu einer Sinfonie zu vervollständigen, die er nach Spanien schickte. Dieses Werk ist in der vom Joseph Haydn – Institut Köln herausgegebenen Gesamtausgabe veröffentlicht (siehe  Sinfonie in C). In den beiden Taschenpartiturausgaben der Sinfonie 63 sind (zurückgehend auf die Auffassung von Howard Chandler Robbins Landon) Menuett und Prestissimo zusammen mit der Ouvertüre zu Il mondo della luna und dem Roxelane-Satz als „erste Fassung“ der Sinfonie 63 herausgegeben. Diese „erste Fassung“ wird in der vom Joseph Haydn – Institut Köln herausgegebenen Gesamtausgabe als „eine hypothetische Zusammenstellung von Sätzen“ angesehen, „die so kaum existiert haben dürfte“.
Die inzwischen als gültig angesehene „zweite Version“ wird in der älteren Literatur gegenüber der „ersten Version“ aufgrund der reduzierten Instrumentierung (Fehlen von Trompeten und Pauken) sowie der als leichter bis oberflächlicher angesehenen Sätze 3 und 4 kritisiert. Die angebliche Umarbeitung von Version 1 auf Version 2 wurde als Anpassung an Verbreitungsmöglichkeiten und schnellen Erfolg beim Publikum interpretiert.
Der zweite Satz war im 18. Jahrhundert auch als Klavierfassung beliebt und wurde mit einem Text für Solotenor unterlegt.

## Zur Musik
Besetzung: Flöte zwei Oboen, Fagott, zwei Hörner, zwei Violinen, Viola, Cello, Kontrabass. Über die Beteiligung eines Cembalo-Continuos in Haydns Sinfonien bestehen unterschiedliche Auffassungen. Die Ouvertüre ist in der Originalfassung mit zwei Fagotten, Trompeten und Pauken sowie ohne Flöte besetzt. Für die Bearbeitung zum ersten Satz der Sinfonie 63 übertrug Haydn die zwei Fagottstimmen auf Flöte und Fagott. Pauken und Trompeten wurden gestrichen. Vorhandene Pauken- und Trompetenstimmen sind nicht authentisch.
Aufführungszeit: ca. 20–25 Minuten (je nach Einhalten der vorgeschriebenen Wiederholungen).
Bei den hier benutzten Begriffen der Sonatensatzform ist zu berücksichtigen, dass dieses Schema in der ersten Hälfte des 19. Jahrhunderts entworfen wurde (siehe dort) und von daher nur mit Einschränkungen auf die Sinfonie Nr. 63 übertragen werden kann. – Die hier vorgenommene Beschreibung und Gliederung der Sätze ist als Vorschlag zu verstehen. Je nach Standpunkt sind auch andere Abgrenzungen und Deutungen möglich. Die hier vorliegende Beschreibung entspricht der „Version 2“ aus der älteren Literatur.

### Erster Satz: Allegro
C-Dur, 3/4-Takt, 179 Takte

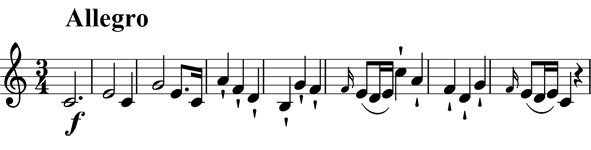
Erstes Thema Allegro, Violine 1 und 2 zusammen

Die Violinen tragen in recht tiefer Lage das einprägsam-feierliche erste Thema forte vor, unterlegt von Achtelrepetitionen im Bass. Das Thema wird piano von den Holzbläsern mit Stimmführung in der Oboe (diese eine Oktave höher als vorher die Violinen) und somit in ganz anderer Klangfarbe wiederholt. Die Schlussfloskel des Themas wird dann im Dialog mit einem auftaktbetonten Motiv der Streicher fortgesponnen. Nachdem die Bewegung im Pianissimo verebbt, setzt das ganze Orchester erneut mit dem Thema fortissimo ein (Takt 29 ff.). Recht abrupt geht es dann in das zweite Thema (Takt 43 ff.) über. Dieses ist sechstaktig, steht erwartungsgemäß in der Dominante G-Dur und ist durch seine chromatisch-gewundene, gleichmäßige Achtelbewegung der 1. Violine charakterisiert. Nach einem Forte-Abschnitt im Unisono mit tremoloartigen Sechzehnteln und einem „Signalmotiv“ mit punktiertem Rhythmus schließt in Takt 65 die Schlussgruppe an. Diese bringt ein melodiöses, zweitaktiges Motiv in den Oboen, unterlegt von Synkopen der Violinen, und eine abschließende Wendung. Die Exposition wird wiederholt.
Die Durchführung (Takt 78–145) verarbeitet Elemente beider Hauptthemen. Sie beginnt als Tremolofläche auf Es im Pianissimo, das im Crescendo zum Fortissimo anwächst. Anschließend wechselt die Harmonie mit dem Auftreten des ersten Themas in den Holzbläsern nach d-Moll. Über den abwärts sequenzierten Dialog vom Satzanfang zwischen Holzbläsern und Streichern wird das erste Thema in F-Dur mit vollem Orchestereinsatz und bewegenden Synkopen erreicht (Schein-Reprise). Anschließend werden verschiedene Tonarten (z. B. g-Moll, a-Moll, E-Dur) kurz angeschnitten und das Geschehen wechselt zum zweiten Thema in a-Moll. Nach Fortspinnung mit der Achtelfigur des Themas hat sich ab Takt 138 G-Dur etabliert, das als Dominante zur Reprise (Takt 145 ff.) mit dem ersten Thema in C-Dur fungiert.
Die Reprise ist ähnlich der Exposition strukturiert, allerdings fehlt das zweite Thema. Weiterhin tritt das „Signalmotiv“ zunächst in nicht punktierter Form auf (Takt 159 ff.). Auch Durchführung und Reprise werden
wiederholt.

### Zweiter Satz: „La Roxelane“. Allegretto o piu tosto Allegro
Wechsel von c-Moll und C-Dur, 2/4-Takt, 139 Takte, Streicher anfangs mit Dämpfer

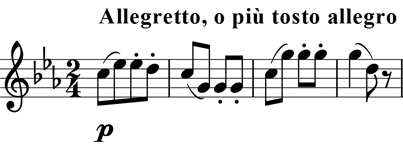
Moll-Thema des Satzes, 1. Violine, Takt 1–4

Der Satz lässt sich wie folgt strukturieren (Doppel-Variationssatz):
- Vorstellung des 1. Themas: c-Moll, Takt 1–20, nur Streicher, piano, bestehend aus zwei wiederholten Teilen.
- Vorstellung des 2. Themas: C-Dur, Takt 21–36, bestehend aus zwei wiederholten Teilen. Oboen verdoppeln die Violinen, piano. Die beiden liedhaftenThemen sind einander ähnlich und können je nach Standpunkt als Moll- und Durvariante der gleichen Melodie aufgefasst werden.
- 1. Variation des 1. Themas: c-Moll, Takt 37–56, bestehend aus zwei wiederholten Teilen. Piano, Flöte verdoppelt die 1. Violine.
- 1. Variation des 2. Themas: C-Dur, Takt 57–72, bestehend aus zwei wiederholten Teilen. Piano (nur Streicher) und forte (mit Bläsern).
- 2. Variation des 1. Themas: c-Moll, Takt 73–98, bestehend aus zwei wiederholten Teilen, nur Streicher, überwiegend piano.
- 2. Variation des 2. Themas: C-Dur, Takt 98 ff. Zunächst Thema von Oboen und Fagott gespielt, nach acht Takten Einsatz des gesamten Orchesters im Forte, Violinen (nun ohne Dämpfer) mit nuschelnder Sechzehntel-Bewegung, Takt 107–118 wird fast wörtlich von Takt 119 bis Ende wiederholt.

### Dritter Satz: Menuetto
C-Dur, 3/4-Takt, mit Trio 58 Takte.
Das einfach aufgebaute Menuett ist durch seine auftaktige Triolenbewegung und anschließende dreifache Tonrepetition geprägt. Im zweiten Teil benutzt Haydn eine Echowirkung bis hin zum Pianissimo.
Das Trio steht ebenfalls in C-Dur. Neben der 1. Oboe, welche die Hauptmelodie spielt, tritt das Fagott als laufende  Achtelbegleitung hervor, während die Streicher mit Pizzicato-Schlägen in den Hintergrund treten.

### Vierter Satz: Finale. Presto
C-Dur, 2/4-Takt, 206 Takte

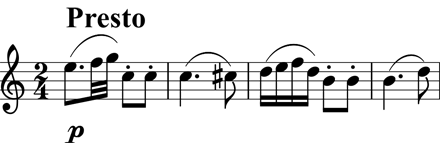
Beginn des Presto, 1. Violine, Motive A und B

Die Streicher fangen mit dem ersten Thema piano an (Stimmführung in der 1. Violine, übrige begleiten in Achtel-Staccatoketten), wobei zwei Motive mit dreifacher Tonrepetition charakteristisch sind (Motiv A zudem  mit punktiertem Rhythmus, Motiv B mit Sechzehntelwendung). Der Schluss der achttaktigen thematischen Einheit, die wiederum Motiv A enthält, wird vom ganzen Orchester forte gespielt. Sie endet zunächst auf der Dominante G-Dur, bei der Wiederholung der thematischen Einheit „geschlossen“ auf der Tonika C-Dur.
Die Überleitung zum zweiten Thema (Takt 17 ff.) besteht anfangs aus einer von Motiv B abgeleiteten Sechzehntelbewegung, dann aus einer Staccatofigur mit Wechsel von forte und piano und schließlich aus einer sich aufschraubenden Kette von Motiv A, die zur Doppeldominante D-Dur wechselt. Drei Viertelschlägen auf D, welche die Bewegung abbremsen, kündigen das zweite Thema (Takt 34–53) an, das strukturell dem ersten Thema ähnelt (Anklänge an Motiv A und B, die stimmführende 1. Violine wird wiederum zunächst nur von Oboe und 2. Violine begleitet). Abrupt folgt ein Fortissimo-Ausbruch des ganzen Orchesters, der im harmonisch fernen Es-Dur beginnt und seine Spannung über fünf Takte zur Dominante G-Dur abbaut. Ein zweiter Es-Dur – Ausbruch (Violinen eine Oktave tiefer) führt nun über sieben Takte zurück nach G-Dur, wo die Schlussgruppe mit einem aufsteigenden Akkordmotiv einsetzt (Takt 81). Das Motiv erscheint zunächst in den Violinen, dann im Bass.
In der Durchführung (Takt 82–137) werden mit der Verarbeitung der Motive A und B u. a. die Tonarten Es-Dur, F-Dur, E-Dur und g-Moll erreicht; zudem tauchen weitere Elemente der Exposition wieder auf (z. B. die Ketten von Staccato-Achteln). Ab Takt 98 entsteht eine zweistimmige Wirkung, indem zu Motiv A eine Gegenstimme gesetzt wird.
Die Reprise beginnt in Takt 138 mit dem ersten Thema wie am Satzanfang. Insbesondere die Überleitung zum zweiten Thema ist gegenüber der Exposition verändert und enthält mit der Gegenstimme zu Motiv A ab Takt 147 (ähnlich wie vorher ab Takt 98) noch Elemente der Durchführung. Nach dem zweiten Thema beginnt der erste „Ausbruch“ auf einem F-Dur – Septakkord (Takt 181), der zweite auf As-Dur (Takt 187), beide bauen ihre Spannung zur Tonika C-Dur ab. Die Exposition wird wiederholt, Durchführung und Reprise dagegen nicht.
Walter Lessing (1989) bezeichnet den Satz als „spritziges, geistreiches Presto in dem von der Oper beeinflussten, leichteren Stil der späten 1770er Jahre.“